# Vermezzo
Vermezzo település Olaszországban, Lombardia régióban, Milánó megyében. Lakosainak száma 3931 fő (2017. január 1.). Vermezzo Abbiategrasso, Albairate, Gaggiano, Gudo Visconti, Zelo Surrigone és Morimondo községekkel határos.

## Népesség
A település lakossága az elmúlt években az alábbi módon változott:
| Lakosok száma | 3951 | 3931 | 3943 |
|               | 2013 | 2017 | 2018 |